# Premio Ciudad de Salamanca de Poesía
El premio Ciudad de Salamanca de Poesía es un certamen literario creado por el Ayuntamiento de Salamanca en 1998. El premio está dotado con 8000 euros y la publicación y distribución de la obra premiada por la editorial Reino de Cordelia. En el jurado han participado a lo largo de los años personalidades del mundo de las letras, como Antonio Colinas, Asunción Escribano, César Antonio Molina, Fermín Herrero, José Luis Puerto y Juan Antonio González Iglesias.
La entrega de los premios se realiza antes de que finalice el año en curso.

## Ganadores
- 1998 Ángel García López: Glosolalia.
- 1999 Pureza Canelo: No escribir.
- 2000 Narzeo Antino: Centinela del aire.
- 2001 Rosa Romojaro: Zona de varada.
- 2002 Rufino Félix Morillón: Las ascuas.
- 2003 Andrés Martín: En la montaña mágica.
- 2004 Miguel Florián: La antigua llama.
- 2005 Alejandro López Andrada: El vuelo de la bruma.
- 2006 José María Algaba: El acantilado.
- 2007 Ramón García Mateos: Como otros tienen una patria.
- 2008 José María Muñoz Quirós: El color de la noche.
- 2009 José Manuel Suárez: Tras la huella de un ala.
- 2010 Ramón Crespo: Palabras que acepta el fuego.[2]
- 2011 Miguel Ángel Feria: La consagración del otoño.[3]

- 2012 Fermín Herrero Redondo: De atardecida, cielos.[4]
- 2013 Alejandro Martín Navarro: La fiesta de los vivos.[5]
- 2014 Carlos Aganzo: En la región de Nod.[6]
- 2015 Antonio Manilla: El lugar en mí.[7]
- 2016 Amalia Iglesias: La sed del río.[8]

- 2017 Verónica Aranda: Dibujar una isla.[9]

- 2018 Servando Cano Lorenzo: Piel de trigo.[10]

- 2019 Tomás Hernández Molina: Nadie vendrá.[11]

- 2020 Luis Ramos de la Torre: El dilema del aire.[12]
- 2021 José Teruel: Vertical de ausencia.[13]
- 2022 María Eugenia Martínez Bernal: No todos volvimos de Troya.[14]
- 2023 Víctor Herrero de Miguel: Lo que busca la abeja.[15]
- 2024 Ramiro Gairín Muñoz: Carreteras que brillan en el bosque.[16]